# سامورایی ذهنی
سامورایی ذهنی (به انگلیسی: Mental Samurai) یک مسابقه تلویزیونی آمریکایی است که با اجرای راب لو از سال ۲۰۱۹ پخش آن آغاز شد.
فصل پنجم برنامه دورهمی که در قالب مسابقه تلویزیونی برگزار شد در حقیقت تقلیدی از این برنامه بود.